# Campeonato Africano de Atletismo de 2022 - 400 m com barreiras feminino
A prova dos 400 metros com barreiras feminino do Campeonato Africano de Atletismo de 2022 foi disputada entre nos dias 11 e 12 de junho, no Complexo Esportivo Nacional Cote d'Or, em Saint Pierre, na Maurícia.

## Recordes
Antes desta competição, os recordes mundiais e do campeonato nesta prova eram os seguintes:
|                       | Nome              | Nacionalidade | Tempo  | Local   | Data                 |
| --------------------- | ----------------- | ------------- | ------ | ------- | -------------------- |
| Recorde mundial       | Yuliya Pechonkina | Rússia        | 52s 34 | Tula    | 8 de agosto de 2003  |
| Recorde do campeonato | Nezha Bidouane    | Marrocos      | 54s 24 | Dakar   | 22 de agosto de 1998 |
| Recorde africano      | Nezha Bidouane    | Marrocos      | 52s 90 | Sevilha | 25 de agosto de 1999 |

## Medalhistas
| Ouro                     | Prata               | Bronze             |
| Zenéy van der Walt (RSA) | Taylon Bieldt (RSA) | Noura Ennadi (MAR) |

## Cronograma
Todos os horários são locais (UTC+4). 
| Data        | Hora  | Evento  |
| ----------- | ----- | ------- |
| 11 de junho | 11:15 | Bateria |
| 12 de junho | 15:40 | Final   |

## Resultados

### Bateria
Qualificação: 3 atletas de cada bateria (Q) mais os 2 melhores qualificados (q). 
| Posição | Bateria | Atleta             | Nacionalidade  | Tempo   | Notas |
| ------- | ------- | ------------------ | -------------- | ------- | ----- |
| 1       | 2       | Taylon Bieldt      | África do Sul  | 56.97   | Q     |
| 2       | 1       | Zenéy van der Walt | África do Sul  | 57.27   | Q     |
| 3       | 2       | Wenda Nel          | África do Sul  | 57.52   | Q     |
| 4       | 2       | Noura Ennadi       | Marrocos       | 57.81   | Q     |
| 5       | 2       | Linda Angounou     | Camarões       | 58.71   | q     |
| 6       | 1       | Jane Chege         | Quênia         | 58.89   | Q     |
| 7       | 1       | Joy Abu            | Nigéria        | 58.94   | Q     |
| 8       | 2       | Mariam Bance       | Burquina Fasso | 59.00   | q     |
| 9       | 2       | Sarah Ochigbo      | Nigéria        | 59.77   |       |
| 10      | 1       | Kemi Petersen      | Nigéria        | 1:01.07 |       |
| 11      | 1       | Sita Sibiri        | Burquina Fasso | 1:01.17 |       |

### Final
A final ocorreu dia 12 de junho às 15:40.
| Posição           | Raia | Atleta             | Nacionalidade  | Tempo   | Notas |
| ----------------- | ---- | ------------------ | -------------- | ------- | ----- |
| Medalha de ouro   | 6    | Zenéy van der Walt | África do Sul  | 56.00   |       |
| Medalha de prata  | 5    | Taylon Bieldt      | África do Sul  | 56.67   |       |
| Medalha de bronze | 7    | Noura Ennadi       | Marrocos       | 58.06   |       |
| 4                 | 1    | Linda Angounou     | Camarões       | 58.97   |       |
| 5                 | 2    | Mariam Bance       | Burquina Fasso | 59.42   |       |
| 6                 | 4    | Jane Chege         | Quênia         | 59.71   |       |
| 7                 | 3    | Wenda Nel          | África do Sul  | 1:00.43 |       |
| 8                 | 8    | Joy Abu            | Nigéria        | 1:00.84 |       |

Legenda
| Recorde mundial       | Recorde mundial (World record)               |                       | Recorde africano                      | Recorde africano (African) |                                           | Q | Classificado por posição (Qualified) |
| Recorde do campeonato | Recorde do campeonato (Championship record)  | Recorde da América    | Recorde da América (Americas)         | q                          | Classificado por melhor tempo (Qualified) |   |                                      |
| Melhor marca do ano   | Melhor marca do ano (World leading)          | Recorde asiático      | Recorde asiático (Asian)              | DNS                        | Não largou (Did not start)                |   |                                      |
| Recorde nacional      | Recorde nacional (National record)           | Recorde europeu       | Recorde europeu (European)            | DNF                        | Não terminou (Did not finish)             |   |                                      |
| Recorde pessoal       | Recorde pessoal do atleta (Personal best)    | Recorde da Oceania    | Recorde da Oceania (Oceania)          | DSQ / DQ                   | Desclassificado (Disqualified)            |   |                                      |
| Recorde da temporada  | Recorde da temporada do atleta (Season best) | Recorde sul-americano | Recorde sul-americano (South America) | NM                         | Sem marca (No mark)                       |   |                                      |